# Gare de La Fère
Ne doit pas être confondu avec Gare de Fère-en-Tardenois.
La gare de La Fère est une gare ferroviaire française de la ligne d'Amiens à Laon, située sur le territoire de la commune de La Fère, à 500 m du centre ville, dans le département de l'Aisne en région Hauts-de-France.
C'est une gare de la Société nationale des chemins de fer français (SNCF), desservie par des trains TER Hauts-de-France.

## Fréquentation
Selon les estimations de la SNCF, la fréquentation annuelle de la gare s'élève aux nombres indiqués dans le tableau ci-dessous.
| Année                      | 2023    | 2022    | 2021    | 2020    | 2019    | 2018    | 2017    | 2016    | 2015    |
| -------------------------- | ------- | ------- | ------- | ------- | ------- | ------- | ------- | ------- | ------- |
| Nombre de voyageurs        | 135 802 | 116 927 | 110 741 | 94 403  | 102 354 | 104 921 | 127 578 | 134 598 | 135 172 |
| Voyageurs et non voyageurs | 169 752 | 146 159 | 138 427 | 118 004 | 127 943 | 131 152 | 159 473 | 168 247 | 168 966 |

## Situation ferroviaire
Établie à 52 m d'altitude, la gare de La Fère est située au point kilométrique (PK) 85,026 de la ligne d'Amiens à Laon entre les gares voyageurs ouvertes de Tergnier et de Versigny.
Elle dépend de la région ferroviaire d'Amiens. Elle dispose de deux voies principales (V1 et V2) et deux quais d'une « longueur continue maximale » (longueur utile) : de 202 m pour le quai 1 (V1) et 184 m pour le quai 2 (V2).

## Histoire
La Fère était autrefois reliée à Mézières-sur-Oise par une ligne secondaire.

## Service des voyageurs

### Accueil
Gare SNCF, elle dispose d'un bâtiment voyageurs, avec guichet, ouvert tous les jours.
Une passerelle permet le passage d'un quai à l'autre.

### Desserte
La Fère est desservie par des trains régionaux TER Hauts-de-France. En 2009, la fréquentation de la gare était de 682 voyageurs par jour.

### Intermodalité
Un parking pour les véhicules est aménagé.